# فريدريك كوربت دافيسون
فريدريك كوربت دافيسون (بالإنجليزية: Frederick Corbet Davison)‏ هو أكاديمي أمريكي، ولد في 3 سبتمبر 1929 في أتلانتا في الولايات المتحدة، وتوفي في 28 أبريل 2004 في أوغستا في الولايات المتحدة بسبب سرطان المريء.